# Pavarotti: The 50 Greatest Tracks
Pavarotti: The 50 Greatest Tracks – kompilacja z wybitnymi wykonaniami muzycznymi włoskiego tenora Luciano Pavarottiego, wydana 14 października 2013 przez wytwórnię Decca z okazji pięćdziesięciolecia podpisania przez artystę kontraktu płytowego z ww. brytyjską firmą fonograficzną, z którą nigdy się nie rozstał.
W Polsce album uzyskał status platynowej płyty.

## Lista utworów

### CD 1
1. Nessun dorma! – (Puccini, Turandot) Mehta/LPO
2. Che gelida manina (Puccini, La Boheme) Karajan
3. Questa o quella (Verdi, Rigoletto) Bonynge
4. Parmi veder le lagrime (Verdi, Rigoletto) (1964 EP)
5. La donna e mobile (Verdi, Rigoletto) Bonynge
6. Una furtiva Lagrima (Donizetti, L’elisir d’amore) Bonygne
7. La fleur que tu m’avais jetee (Bizet, Carmen) Magiera
8. Au fond du temple Saint? (Bizet, Pearl Fishers’ Duet) Stapleton
9. Vesti la giubba (Pagliacci, Leoncavallo) Magiera
10. Recondita armonia (Puccini, Tosca) Rescigno
11. E lucevan le stelle (Puccini, Tosca) Rescigno
12. Di quella pira (Verdi, Il trovatore) Rescigno
13. Celeste Aida (Verdi, Aida) Magiera
14. O soave fanciulla (Puccini, La Boheme) Karajan
15. Tra voi, belle (Puccini, Manon Lescaut) Levine
16. Donna non vidi mai (Puccini, Manon Lescaut) Fabritiis
17. Ch'ella mi creda (Puccini, La Fanciulla del West) Fabritiis
18. Amor ti vieta (Giordano, Fedora) Fabritiis
19. O paradiso (Meyerbeer, L’Africaine) Fabritiis
20. M'appari (Flotow, Martha) Bonygne
21. Ave Maria (Bach, Gounod arr.Gamley) Herbert Adler
22. O Holy Night (Adam arr.Gamley) Herbert Adler
23. Ingemisco (Verdi, Requiem) Solti
24. Brindisi (Verdi, La Traviata) Bonynge
25. Nessun Dorma (Original Three Tenors Version) Mehta
26. Che gelida manina (1961 - First Pavarotti recording)

### CD 2
1. O sole mio (Di Capua, Mazzucchi/ Capurro, arr. Chiaramello) Chiaramello
2. Funiculi funicular (Denza/ Turco, arr. Chiaramello) Guadagno
3. Torna a surriento (De Curtis/ De Curtis, arr. Chiaramello) Chiaramello
4. Mattinata (Leoncavallo/ Faris) Gamba
5. Nel blu, dipinto di blu (Volare) – (Modugno, Migliacci, arr. Mancini) Mancini
6. La mia canzone al vento (Bixio/ Cherubini, arr. Mancini) Mancini
7. Mamma (Bixio/ Cherubini, arr. Mancini) Mancini
8. Santa Lucia (Trad., arr. Courage) Buckley
9. Non ti scordar di me (De Curtis /Furno, arr. Mancini) Mancini
10. Caro mio ben (Giordani, orch. Faris) Gamba
11. La danza (Rossini, arr. Gamley) Bonynge
12. Malinconia (Bellini/ Pindemonte, arr. Gamley) Bonynge
13. Ma rendi pur contento (Bellini/ Metastasio, arr. Gamley) Bonynge
14. La serenata (Tosti/ Cesareo, arr. Gamley) Bonynge
15. Caruso (Dalla)
16. Il canto (Musumarra/ Barbarossa) Musumarra
17. Buongiorno a Te (Centonze, Giannetti, Nanni, orch. Mathes) Mathes
18. Granada (Lara, arr. Chiaramello) Benini
19. Tu che m’hai preso il cuor (Lehar) Benini
20. Panis angelicus (Franck/ Aquinas) with Sting. Sisilli
21. Holy Mother (Clapton, Bishop, arr. Mathes) with Eric Clapton. Armiliato
22. Peace Wanted Just to Be Free (Centonze, Wonder, Jovanotti) with Stevie Wonder. Boemi
23. Miss Sarajevo (Passengers) with Bono - Studio version
24. My Way (Francois, Revaux/ Thibaut) with Frank Sinatra. Miller